# بوصير بورهاف
بوصير بورهاف (باللاتينية: Verbascum boerhavii) نوع نباتي يتبع جنس البوصير من الفصيلة الغدبية.

## الموئل والانتشار
موطنه المغرب العربي وجنوب غرب أوروبا.

## مرادفات للاسم العلمي
- (باللاتينية: Verbascum bicolor Badarò)
- (باللاتينية: Verbascum majale DC.)
- (باللاتينية: Verbascum portae Willk.)
- (باللاتينية: Verbascum boerhavii L. subsp. boerhavii)